# Oítilon
Oítilon (Oitylo) är en ort i Grekland.   Den ligger i prefekturen Lakonien och regionen Peloponnesos, i den södra delen av landet, 180 km sydväst om huvudstaden Aten. Oítilon ligger 220 meter över havet och antalet invånare är 224.
Terrängen runt Oítilon är kuperad österut, men västerut är den bergig. Havet är nära Oítilon åt sydväst. Runt Oítilon är det glesbefolkat, med 14 invånare per kvadratkilometer. Närmaste större samhälle är Gýtheio, 16,5 km öster om Oítilon. 